# Eurithia emdeni
Eurithia emdeni là một loài ruồi trong họ Tachinidae.